# Communauté de communes d'Astaffort-en-Brulhois
La communauté de communes d'Astaffort-en-Brulhois est une ancienne communauté de communes située en France, dans le département de Lot-et-Garonne en région Aquitaine.

## Communes
| - Astaffort - Caudecoste - Sauveterre-Saint-Denis - Saint-Nicolas-de-la-Balerme | - Fals - Saint-Sixte - Cuq |  |